# 지쿠호쿠촌
지쿠호쿠촌(일본어: 筑北村)은 일본 나가노현 히가시치쿠마군의 촌이다. 2005년 10월 11일에 사카이촌, 혼조촌, 사카키타촌이 합병해 탄생했다.

## 지리
홋코쿠니시 가도를 따라 위치하고 아오야기주쿠가 설치되어 있었다. 구 혼조정·구 사카키타촌과 구 사카이촌 사이는 산지에서 직접 연결되는 도로가 없고 구 사카이촌 지구는 오미촌을 경유해야 하는 사실상의 월경지이다. 지쿠호쿠 지구 4개 촌의 합병 협의에서 오미촌이 도중에 이탈했기 때문에 이러한 형태가 되었다.

## 역사
- 1875년 1월 23일 - 혼조촌, 사카이촌이 성립하였다.
- 1875년 11월 12일 - 사카키타촌이 성립하였다.
- 2005년 10월 11일 - 사카이촌, 혼조촌, 사카키타촌의 합병으로 지쿠호쿠촌이 성립하였다.

## 인구
| 연도 | 인구   | ±%     |
| ---- | ------ | ------ |
| 1940 | 8,886  | —      |
| 1950 | 11,361 | +27.9% |
| 1960 | 9,757  | −14.1% |
| 1970 | 8,105  | −16.9% |
| 1980 | 7,556  | −6.8%  |
| 1990 | 7,111  | −5.9%  |
| 2000 | 6,049  | −14.9% |
| 2010 | 5,173  | −14.5% |

## 교통

### 철도
- 동일본 여객철도 시노노이선

### 도로
- 나가노 자동차도
- 국도 143호선
- 국도 403호선